# Microrregión de Araripina
La Microrregión de Araripina es formada por diez municipios, tiene más de 11% del área del estado. Su clima es semiárido y la vegetación es predominantemente xerófila. 

## Municipios
- Araripina
- Bodocó
- Exu
- Granito
- Ipubi
- Moreilândia
- Ouricuri
- Santa Cruz
- Santa Filomena
- Trindade